# Penturoperla barbata
Genre
Espèce
Penturoperla barbata est une espèce d'insectes plécoptères de la famille des Austroperlidae, la seule du genre Penturoperla.

## Distribution
Cette espèce se rencontre au Chili et en Argentine.

## Publication originale
- Illies, J. 1960 : Penturoperlidae, eine neue Plecopterenfamilie. Zoologischer Anzeiger Leipzig, vol. 164, p. 26-41.